# Poptaslot
Het Poptaslot (ook Azingastate of Heringastate) is een state en museum in het Friese dorp Marssum (Waadhoeke).

## Beschrijving
Het is in de 15e eeuw gesticht door het geslacht Heringa. In 1603 kwam het in het bezit van het geslacht Van Eysinga, en in 1631 werd het ingrijpend verbouwd. In 1687 werd het gekocht door Dr. Henricus Popta. Na zijn dood in 1712 werd bij testament het Poptaslot nagelaten aan het Poptagasthuis, een rusthuis voor armlastige vrouwen.
Van 1906 tot 1908 werd het Poptaslot gerestaureerd en verbouwd naar een ontwerp van de Haagse architect Johan Frederik Lodewijk Frowein. Het huis is nog gemeubileerd en ingericht in 17e- en 18e-eeuwse stijl.
Het is tegenwoordig opengesteld als museum. Het heeft onder andere twee torens, een poortgebouw met duivenslag, een grote zaal en de Bumakamer. Op de bovenste verdieping bevinden zich twee fraai bewerkte bedsteden die dateren van rond 1540. Er is een replica van een lampetkan en schotel van het Poptazilver.

## Tuin
In 1735 maakte Valentijn Pommer een ontwerp voor een modelboomgaard als tuin van het Poptaslot. Tussen 1840 en 1845 werden de tuinen van het Poptaslot opnieuw aangelegd, dit keer in Friese landschapsstijl, naar een ontwerp van Lucas Pieters Roodbaard. De tuinaanleg is daarna weer gewijzigd en het Poptaslot kreeg nu een geometrische aangelegde tuin naar een ontwerp van Willem Cornelis de Groot.

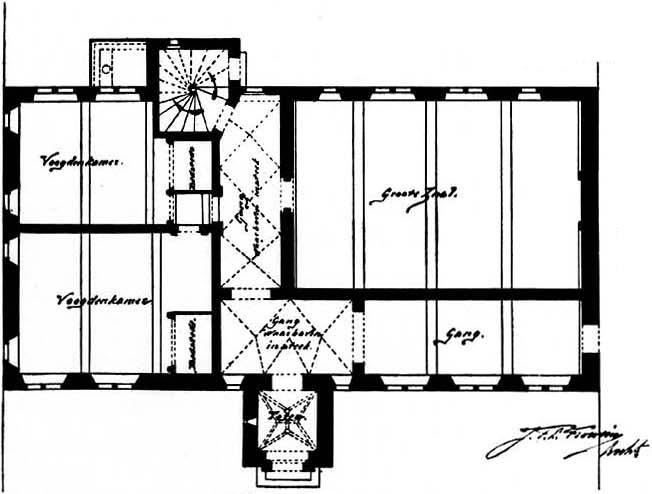
J.F.L. Frowein. Poptaslot, plattegrond. Afkomstig uit De Opmerker, 43e jaargang, nummer 35 (29 augustus 1908)
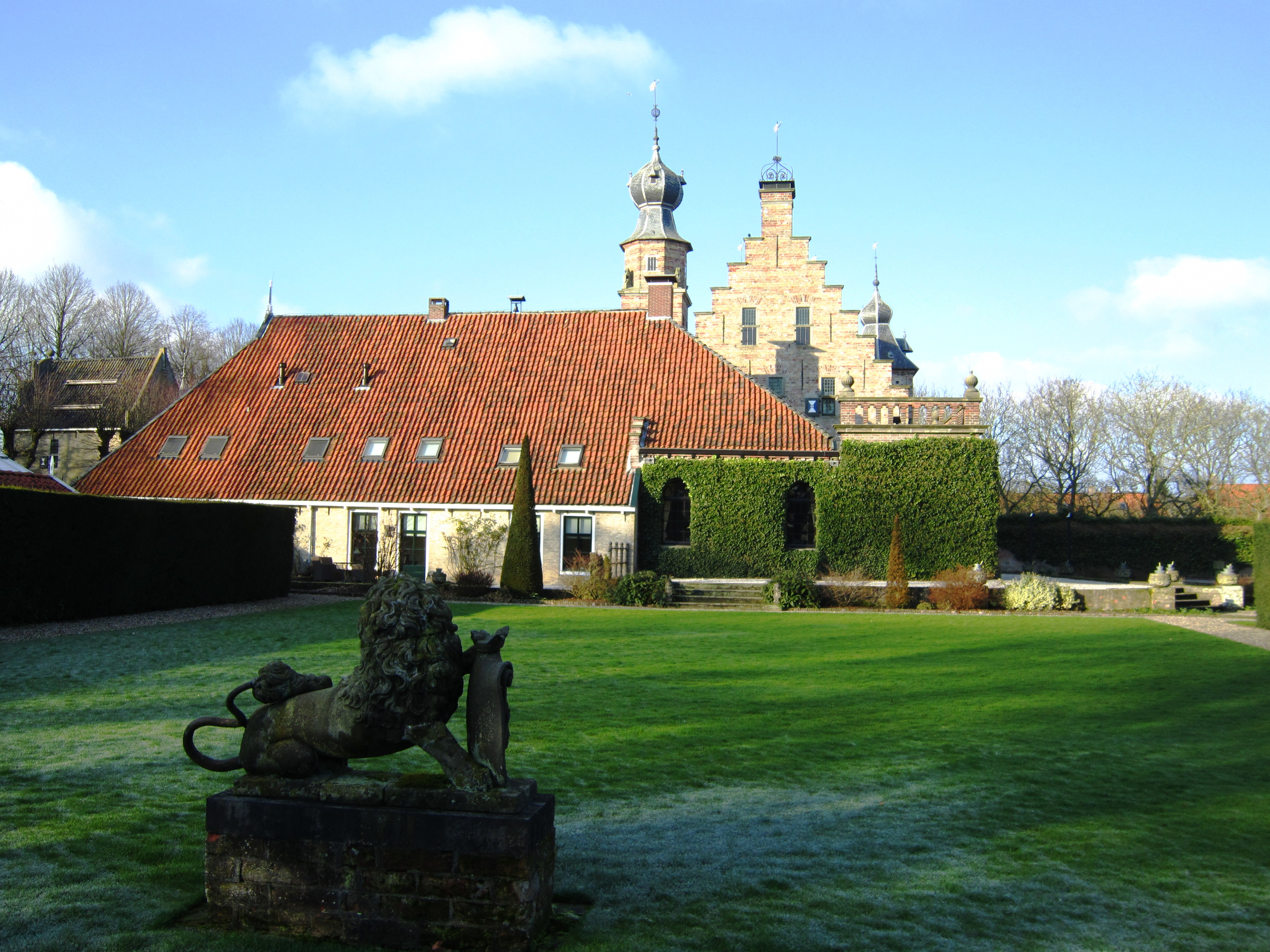
Slottuin met het slot op de achtergrond
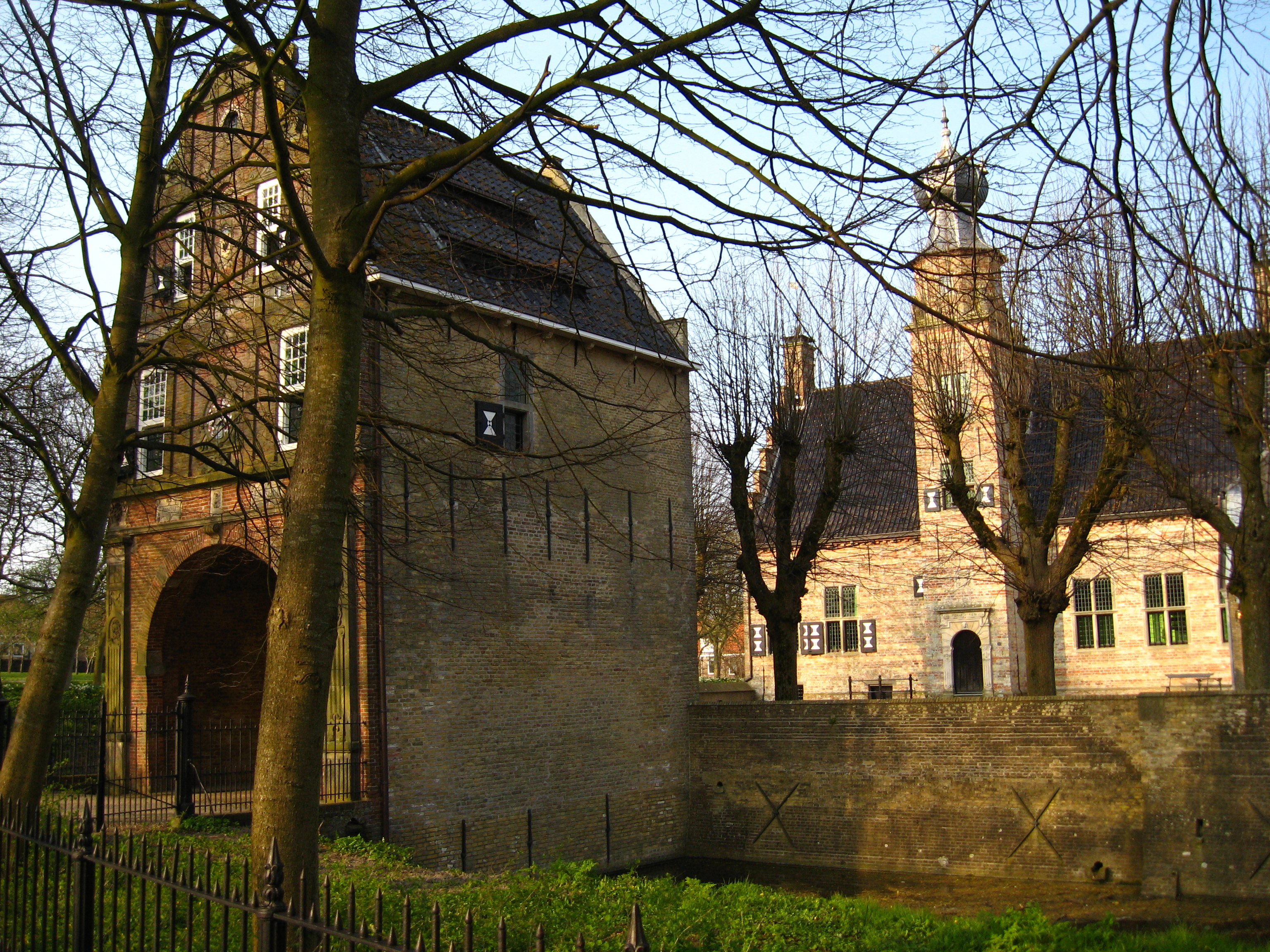
Poortgebouw

Ald Slot · Amelandshuis · Klein Botnia · Camminghahuis · Crackstate · Dekemastate · Epemastate · Harsta State · Hemmema State · Heeremahuis · Herema State · Poptaslot · Jongema State · Keimpemastins · De Klinze · Liauckama State · Museum Martena · Papingastins · Princessehof · Schierstins · Sickema State · Stadhouderlijk Hof · Stania State · Waltastins · Uniastate · Ylostins (verdwenen)